# Aleksandra Liniarska
Aleksandra Liniarska est une ancienne joueuse de volley-ball polonaise née le 12 décembre 1981 à Poznań. Elle mesure 1,88 m et jouait au poste de centrale. 

## Clubs
| Club                 | De        | À         |
| -------------------- | --------- | --------- |
| Nike Węgrów          | 1999-2000 | 2001-2002 |
| Pałac Bydgoszcz      | 2002-2003 | 2007-2008 |
| MKS Dąbrowa Górnicza | 2008-2009 | 2014-2015 |
| Budowlani Łódź       | 2015-2016 | 2015-2016 |

## Palmarès
- Coupe de Pologne
  - Vainqueur : 2005, 2012, 2013.
- Supercoupe de Pologne
  - Vainqueur : 2006, 2012, 2013.
- Championnat de Pologne
  - Finaliste : 2005, 2013.